# RoboRally
RoboRally est un jeu de société de Richard Garfield (le créateur de Magic: The Gathering) édité en 1994 par Wizards of the Coast (WotC) puis en 2005 et 2006 par Avalon Hill. Ce jeu et ses extensions ont reçu un total de quatre Origins Award. L'édition française d'Avalon Hill est éditée par Play Factory depuis décembre 2006.

## Principe général
Dans RoboRally, chaque joueur contrôle un robot qui évolue à l’intérieur d’une usine particulièrement dangereuse remplie de tapis roulants en marche, de faisceaux lasers capables de traverser le métal, de puits sans fond, de broyeurs et de plusieurs autres obstacles du même genre.

## But du jeu
En règle générale, le but d’une partie de RoboRally, en plus de garder son robot en état de marche, est d’être le premier à rallier un nombre prédéfini de checkpoints (drapeaux) dans le bon ordre. Les déplacements constituent la principale difficulté du jeu, car ils font appel à un système de cartes de programmation.

## Contenu de la nouvelle édition
- 8 Robots plastiques pré peints
- 8 Marqueurs Archive
- 8 Tableaux de bord
- 4 Tabliers Usine recto/verso
- 1 Tablier de Quai de déchargement recto/verso
- 8 Drapeaux avec des autocollants numérotés
- 84 Cartes Programme
- 26 Cartes Équipement
- 60 Pions de Dégât
- 40 Pions Vie
- 1 livret de règles (avec 34 parcours prêts à jouer)

## Installation
Chaque joueur ou joueuse choisit un robot et prend sa figurine, son marqueur archive et son tableau de bord. Dans la nouvelle édition, vous choisissez un parcours en fonction du nombre de joueurs, de leur expérience de jeu et de la durée de la partie. Il y a 34 parcours dans l’édition de base et on nous explique comment en créer d’autres. Ainsi un joueur peut calibrer la difficulté et la durée de la partie en fonction des personnes avec lesquelles il joue.
Le terrain est préparé comme l’indique le schéma en prenant le ou les tabliers d’usine correspondants, le quai de déchargement et les drapeaux numérotés sont mis en place. Les robots commencent sur le tablier de Déchargement.
Le marqueur est placé sous le robot, il sert à indiquer l’endroit où la dernière archive de votre robot a été faite en cas de destruction, et donc l’endroit d’où il redémarrera.
Le tableau de bord sert à conserver les infos relatives à votre robot, nombre de vies restantes, points Dégât encaissé, mise Hors Tension, etc.

## Comment jouer?
Les cartes de programmation indiquent des mouvements, comme « avancer d’une case », « tourner à gauche » ou « faire demi-tour ». Ces cartes, distribuées aléatoirement, doivent être rangées par les joueurs dans un certain ordre, de façon à pouvoir faire avancer leur robot dans la direction désirée. Chaque joueur reçoit un maximum de neuf cartes par tour de jeu et doit en sélectionner cinq pour programmer les mouvements de son robot pour le tour à venir, composé de 5 phases. Une fois les cinq cartes choisies, le joueur les dispose dans l’ordre face cachée sur son tableau de bord. Les joueurs révèlent alors ensemble leur carte à chaque phase et les robots bougent simultanément. Si deux robots tentent d’avancer sur la même case en même temps, ou si un robot risque de rentrer en collision avec un autre, la priorité revient à celui possédant une vitesse supérieure indiquée sur la carte du mouvement qu’il exécute.
Les joueurs dont le robot est endommagé reçoivent moins de cartes au début du tour : pour chaque point de dégât encaissé, une carte de moins est distribuée, ce qui limite peu à peu les choix de mouvements possibles. Lorsque le robot d’un joueur encaisse au moins cinq points de dégâts, une de ses cartes de programmation reste bloquée sur son tableau de bord pour chaque point de dégât au-delà du 4e qu'il a jusqu’à ce qu’il soit réparé. On voit rapidement des robots tourner en rond…

## Réparation et destruction
Chaque fois qu'un robot termine son tour sur une case réparation (avec une clef) ou un drapeau, il répare un point de dégât.
Un joueur peut également décider de mettre son robot hors tension pour réparer tous ses dégâts. Du coup, son robot ne se déplace pas durant un tour complet et se retrouve sans défense contre les actions des autres robots.
Lorsqu'un robot reçoit son 9e points de dégât, qu'il tombe dans un puits sans fond, ou qu'il sort du plateau (même s'il a été poussé), il est détruit. Le joueur enlève une Vie de son tableau de bord et son robot reviendra en jeu avec 2 points de dégât au début du prochain tour au dernier point où il s'est enregistré, là où se trouve son marqueur archive. Il perd automatiquement un équipement s'il en a.
Les robots ont 3 Vies, lorsqu'un robot perd sa dernière Vie, il est retiré de la course.

## Les cartes d'équipement
Les robots peuvent également être personnalisés avec des armes ou des équipements optionnels, qui causeront encore plus de destruction et de chaos. Ces équipements spéciaux permettent par exemple aux robots de se déplacer différemment, de contrôler les déplacements d’autres robots, d’infliger davantage de dégâts et de perturber les plans des adversaires de bien d’autres façons.
Certains scénarios permettent de commencer dès le début avec de l'équipement, mais un robot peut également en acquérir en cours de partie s'il termine son tour sur une case de réparation double clef&marteau.

## Le sablier
Le sablier dure 30 secondes. Il est utilisé pour accélérer le jeu et le pimenter. Lorsqu’il ne reste qu’un joueur qui n’a pas fini de programmer son robot, on retourne le sablier. À la fin des 30 secondes, s’il n’a toujours pas fini sa programmation, on place des cartes de sa main au hasard sur les phases où il n’y en a pas.
Il y a également des scénarios en temps de programmation limité. Dans ce cas, le sablier est retourné dès que tous les joueurs ont reçu leurs cartes de Programme.

## Les scénarios
La nouvelle édition de RoboRally propose 34 parcours prêts à jouer, avec un tableau permettant de choisir sa course en fonction de la durée, du nombre de joueurs et de la difficulté souhaitée. Ainsi les joueurs peuvent choisir réellement leur course en fonction de leur niveau afin d’éviter les courses interminables. Il y a également des conseils pour créer ses propres scénarios tout en conservant des temps de jeux raisonnables et le même plaisir à jouer.

## Les figurines
Les figurines métalliques de l’édition originale de RoboRally furent créées par Phil Foglio, qui s’occupa également des illustrations du jeu.

## Éditions et extensions
- RoboRally (WotC, 1994)
- Armed and Dangerous (WotC, 1995)
- Crash and Burn (WotC, 1997)
- Grand Prix (WotC, 1997)
- Radioactive (WotC, 1998)
- Origins ’99 (WotC, 1999)
- RoboRally (Amigo, 1999) et (999 Games, 2000)
- Crash & Burn (Amigo, 2000)
- RoboRally (Avalon Hill, 2005) (Play Factory, 2006 édition française)
- Un grand nombre de tabliers et d'éléments supplémentaires créés par des passionnés du jeu sont disponibles sur internet.

Les extensions Crash and Burn, Grand Prix et Radioactive sont l’œuvre de Glenn Elliott.

## Récompenses
- Origins Award  1994 (×2)
- Origins Award  1995 pour l'extension Armed & Dangerous
- Origins Award  1997 pour l'extension Grand Prix